# Johann Friedrich Overbeck

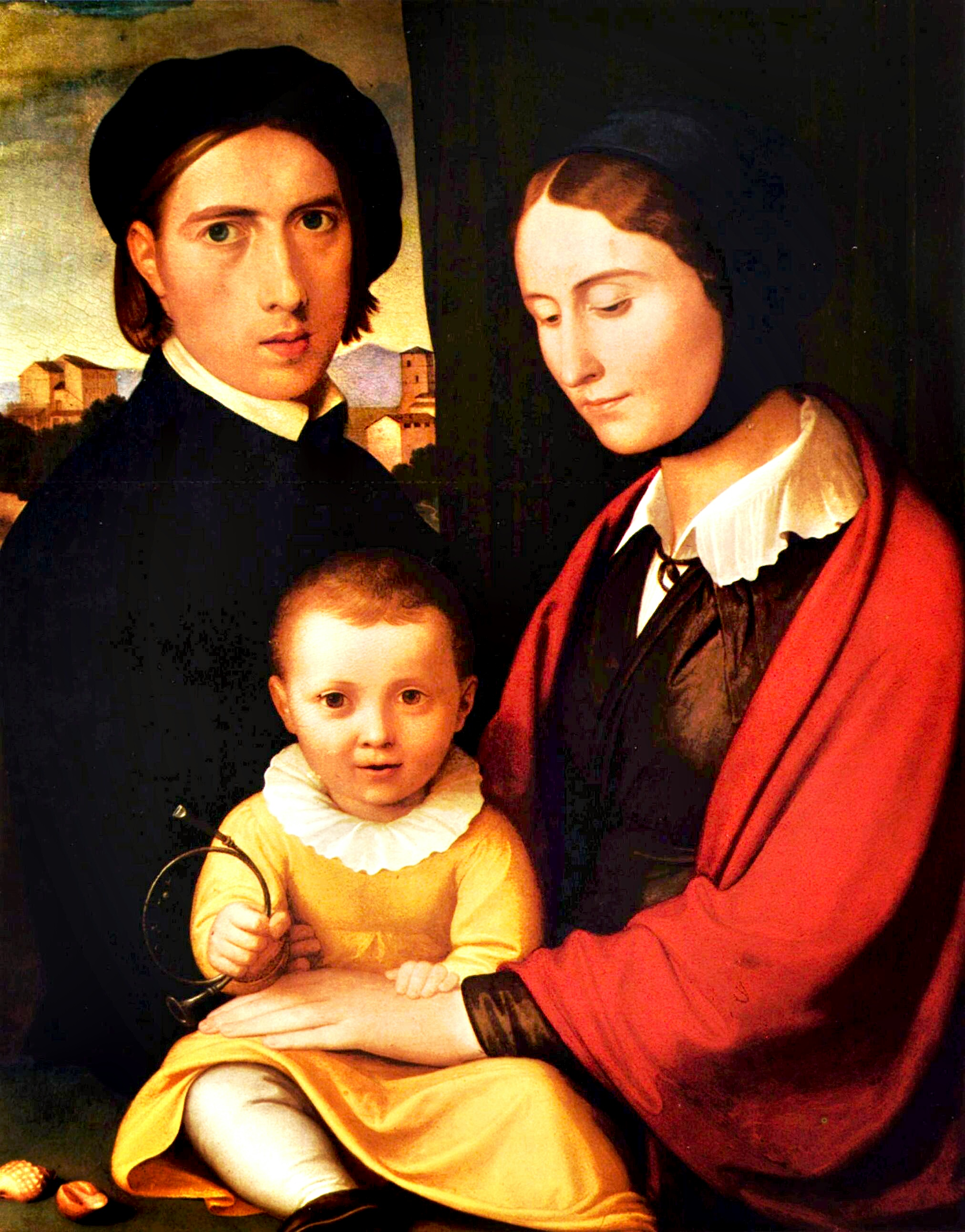
Autorretrato del artista con mujer y su hijo Alfonso, madera, hacia 1820, Behnhaus, Lübeck.

Johann Friedrich Overbeck (Lubeca, 3 de julio de 1789 - Roma, 12 de noviembre de 1869) fue un pintor y grabador romántico alemán, perteneciente al movimiento de los nazarenos. Overbeck y Peter von Cornelius son los dos pintores más destacados de este estilo.

## Vida

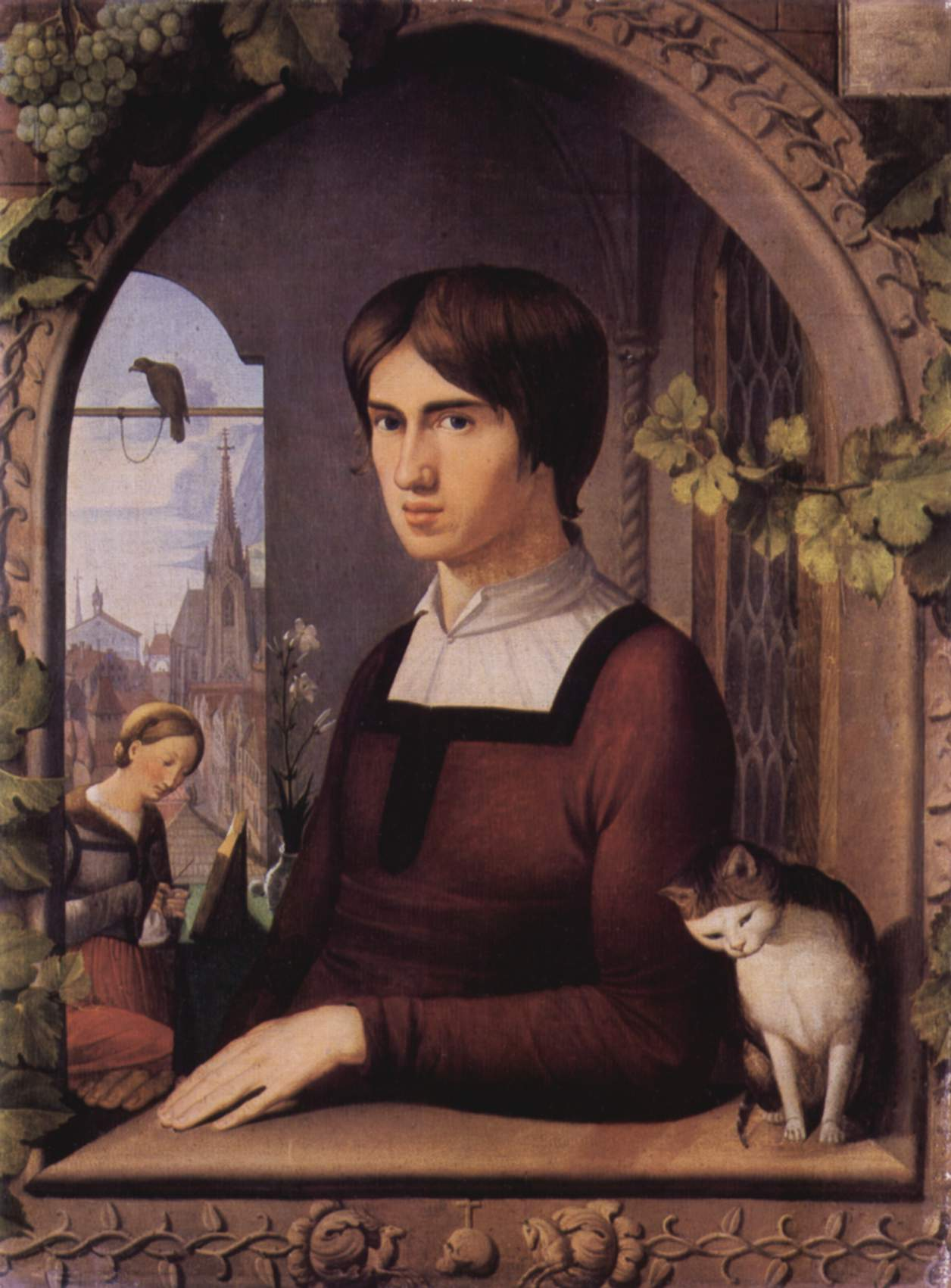
Retrato del pintor Franz Pforr, óleo, 1810, Antigua Galería Nacional de Berlín, Berlín.

Johann Friedrich Overbeck provenía de una familia de la alta burguesía de Lübeck. Sus antepasados habían sido pastores protestantes a lo largo de tres generaciones; su padre Christian Adolph Overbeck (1755-1821) era doctor en derecho, poeta, pietista místico y burgomaestre de Lübeck. Sus abuelos fueron Georg Christian Overbeck (1713-1786), abogado en Lübeck, y Eleonora Maria Jauch (1732-1797). A poca distancia de la casa familiar, en la Königstrasse, estaba el instituto de enseñanza media donde su tío, doctor en teología y prolífico escritor, era el director; allí el sobrino se convirtió en un erudito clásico y recibió una educación artística. Sus primeras lecciones de dibujo le fueron impartidas por Joseph Nicholas Peroux (1804-1806). 

### La Hermandad de San Lucas
Ingresó en la Academia de Bellas Artes de Viena en marzo de 1806, bajo la dirección de Heinrich Friedrich Füger (1751-1818), un pintor de cierto renombre, perteneciente a la escuela neoclásica del francés Jacques Louis David. Aunque el estudio en la Academia ampliaba sus conocimientos, todo lo demás le resultaba insoportable; Overbeck escribió a un amigo que el ambiente era vulgar, que todo pensamiento noble se suprimía allí, y que al perder toda fe en la humanidad, se tenía que volver hacia sí mismo. Estas palabras permiten comprender su actitud posterior hacia el arte. En su opinión, en Viena, lo mismo que en el resto de Europa, las fuentes puras del arte cristiano se habían corrompido desde hacía siglos, y él buscaba una fuente fresca. Desdeñando a sus contemporáneos, tomó como modelos a los pintores prerrafaelitas de Italia. Se interesó en la obra de los pintores alemanes de finales de la Edad Media, así como por los italianos del Quattrocento. En esto se apartaba radicalmente del gusto dominante en la Academia. 
Junto a Franz Pforr, estudiante como él en la Academia de Viena, fundó el 10 de julio de 1809 la Lukasbund ('Hermandad de San Lucas'), inspirada en los gremios medievales. Pretendía establecer las bases de la pintura sobre la religión y un buen trabajo artesanal. Juraron permanecer siempre fieles a la verdad, combatir el academicismo y resucitar por todos los medios el arte. Overbeck diseñó el emblema que debía figurar en la parte trasera de todos los cuadros. Este emblema mostraba a san Lucas dentro de un arco con las letras HWPOVS (Hottinger, Wintergerst, Pforr, Overbeck, Vogel, Sutter), en los ángulos superiores una espada y una antorcha, en lo alto, en el centro, una W de Wahrheit ('verdad'). En la parte inferior, la inscripción: 10 Heu Mond 1809.
Overbeck, Franz Pforr, Ludwig Vogel y Johann Konrad Hottinger decidieron marchar a Roma, a donde llegaron el 10 de junio de 1810. Gracias al director de la Academia de Francia en Roma, pudieron alojarse en el monasterio abandonado de San Isidoro; allí vivieron una existencia de recogimiento prácticamente monacal. Su precepto era trabajo duro y honesto y una vida santa; despreciaron la Antigüedad pagana y el Renacimiento por considerarlos falsos; y pretendieron recuperar la simple naturaleza y el arte serio de Perugino, Pinturicchio y el joven Rafael Sanzio. Las características de este estilo eran nobleza de ideas, precisión e incluso dureza en el perfil, composición escolástica, con el añadido de luz, sombra y color. Overbeck era el mentor del movimiento, escribe un compañero: «Nadie que le vea o le oiga hablar puede poner en duda la pureza de sus intenciones, su profunda penetración y abundante conocimiento; es un tesoro de arte y poesía, y un hombre santo». 
En septiembre de 1811 se les unió Peter von Cornelius. Al año siguiente, la muerte de su amigo Franz Pforr le sumió en una grave crisis espiritual. Buscó refugio en la religión y, en 1813, se convirtió al Catolicismo. Entonces, Overbeck tomó las riendas del movimiento, imprimiéndole un sentido más religioso. El arte de los nazarenos se volvió hacia una piedad sencilla. Produjeron una versión esquematizada del arte del primer Rafael.

### Casa Bartholdy

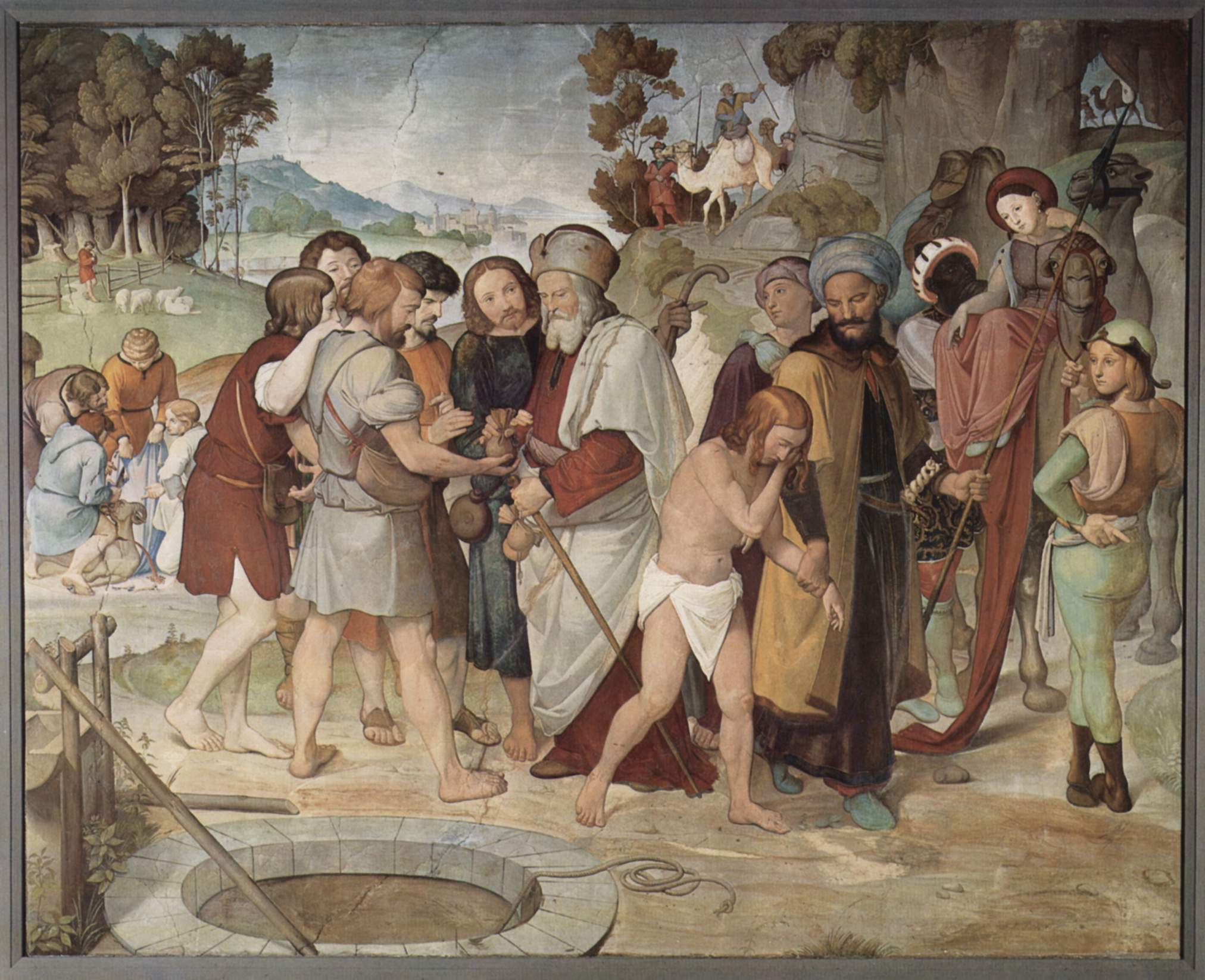
Frescos de la Casa Bartholdy en Roma, Escena: José vendido por sus hermanos
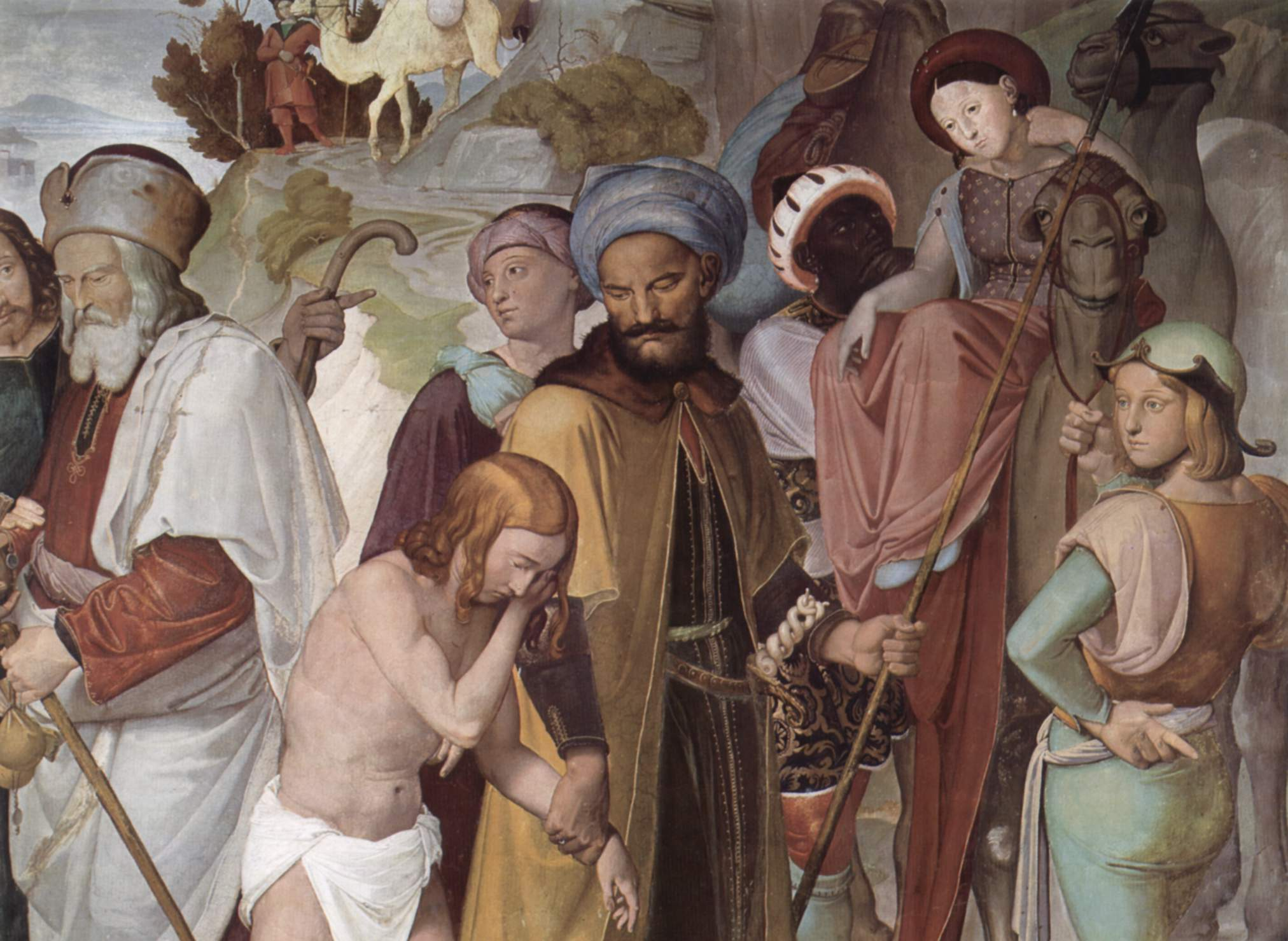
Frescos de la Casa Bartholdy en Roma, Escena: José vendido por sus hermanos (detalle)
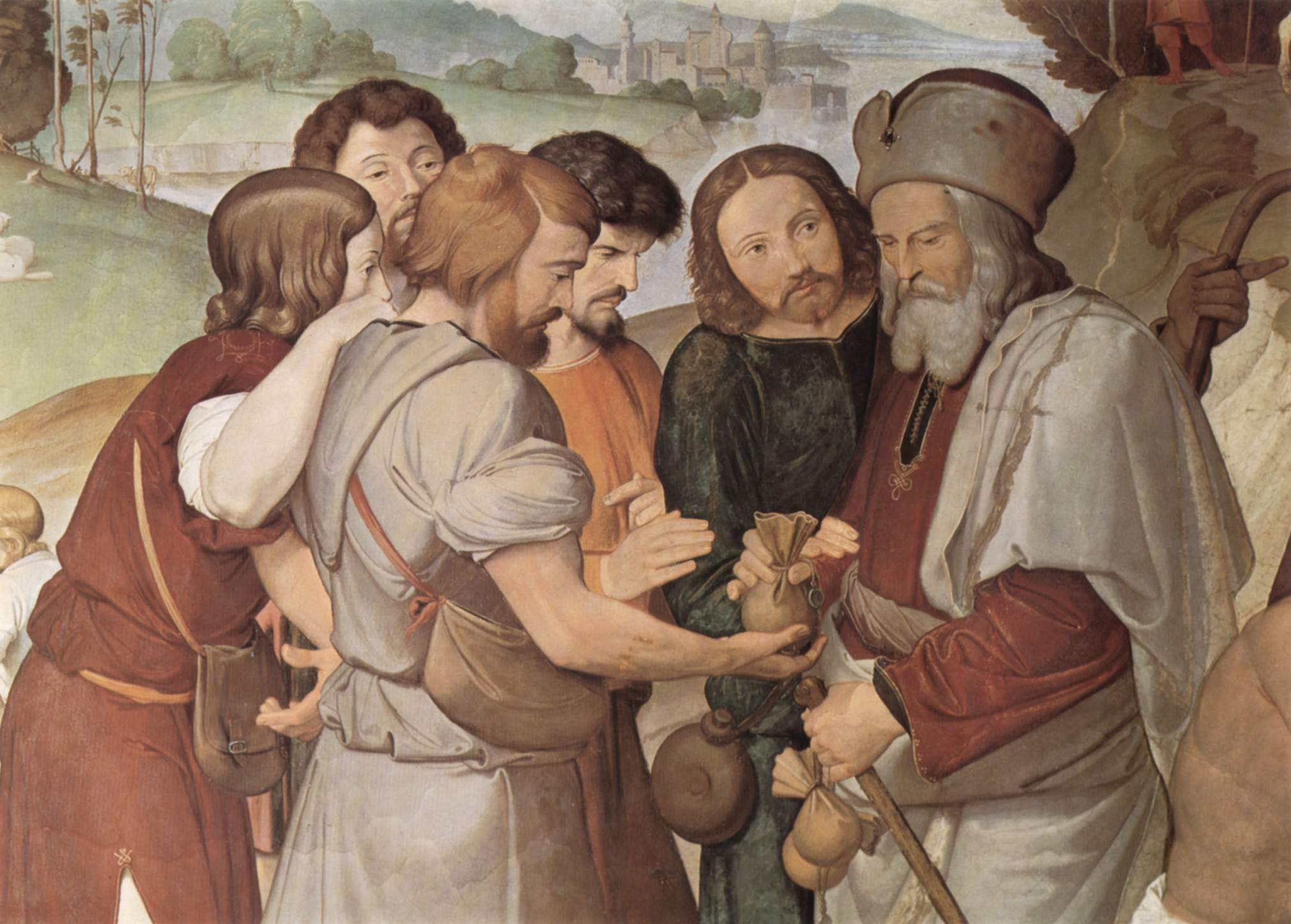
Frescos de la Casa Bartholdy en Roma, Escena: José vendido por sus hermanos (detalle)
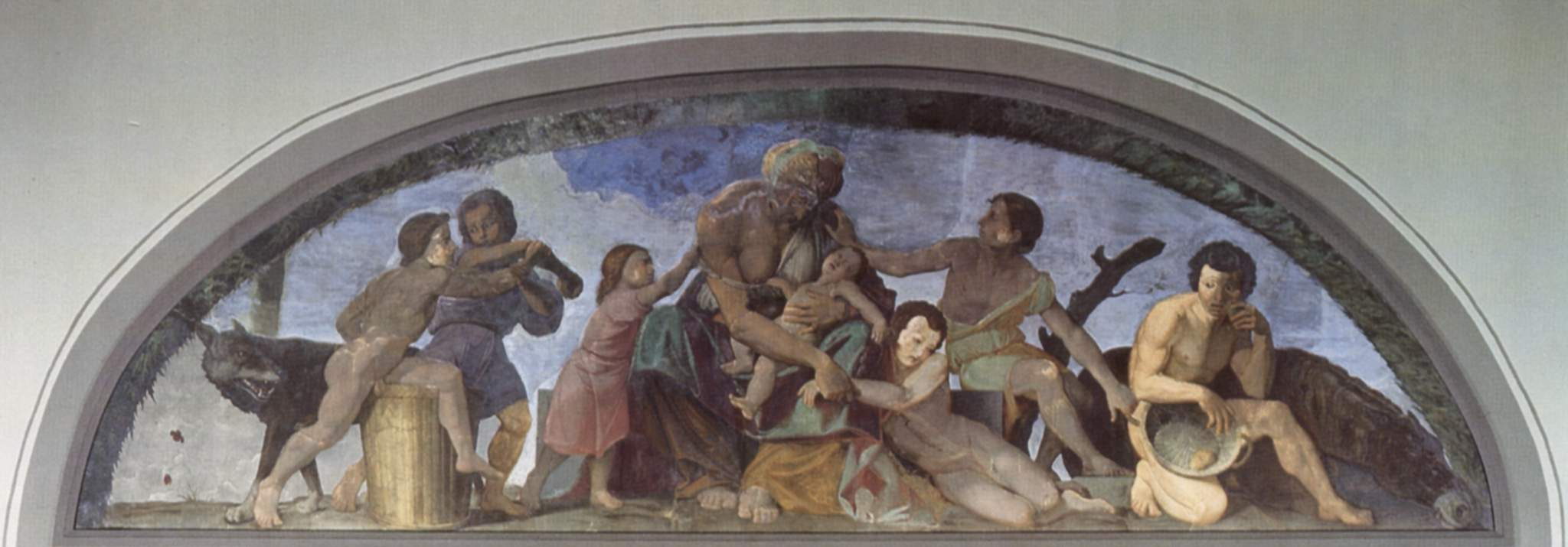
Fresco de la Casa Bartholdy en Roma, Escena: Los siete años de escasez

En los años siguientes el grupo se centró en la elaboración de frescos monumentales.
El primer encargo es el de la Casa Bartholdy. Jacob Salomon Bartholdy (1779-1825), cónsul general de Prusia en Roma y tío del compositor Felix Mendelssohn, les encargó la decoración del Palazzo Zuccaro. Elaboraron los frescos sobre el tema bíblico de José y sus hermanos. Los temas que correspondieron a Overbeck fueron "José vendido por sus hermanos" (1816-1817) y una luneta en la que están representados los "Siete años de escasez". En estas obras Overbeck demuestra su interés por la iconografía religiosa medieval.

### Casa Massimo

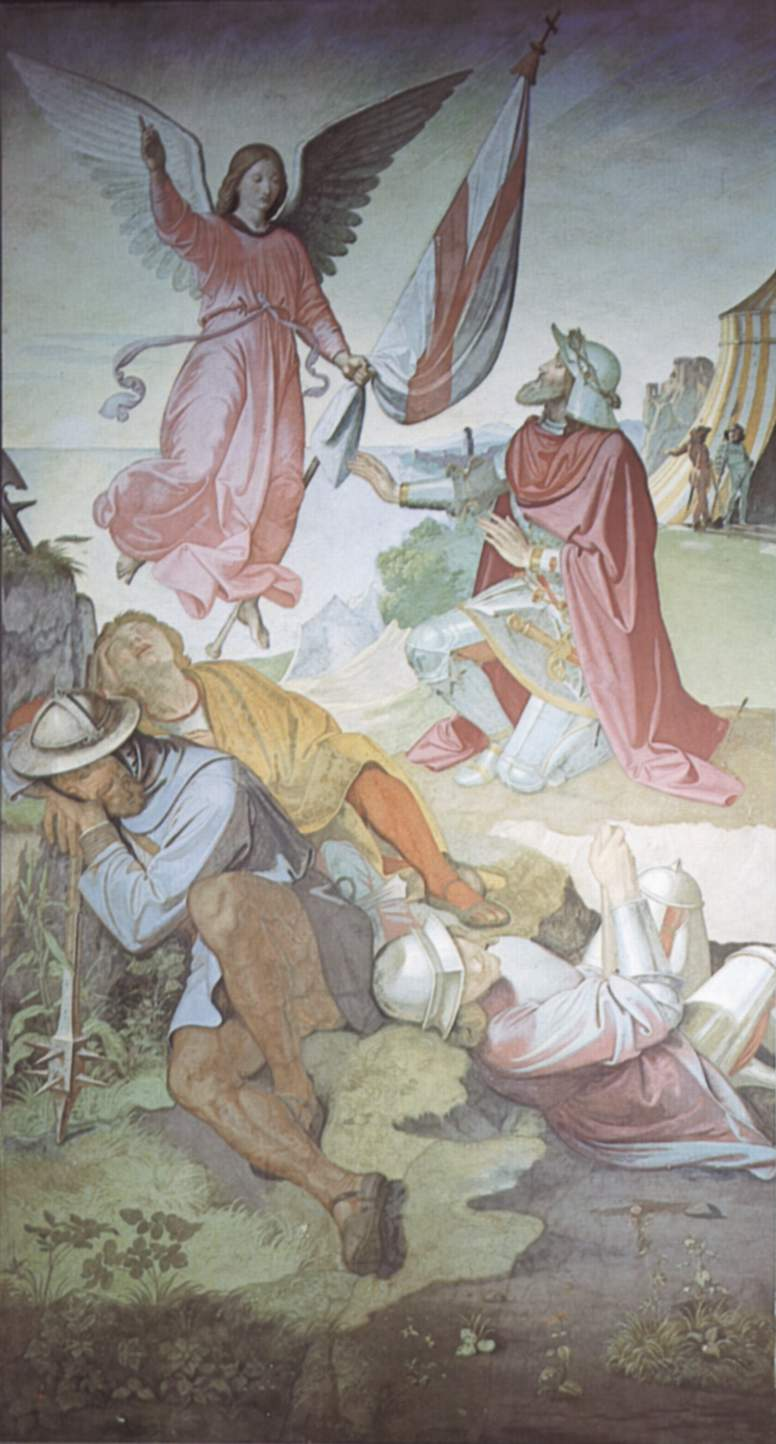
El arcángel Gabriel encarga a Godofredo de Bouillon que libere Jerusalén, fresco en la Casa Massimo de Roma, 1817-1827.

En 1817, el marqués Carlo Massimo les encargó la decoración de su pabellón en el jardín, el Casino Massimo, en Letrán. Overbeck se encargó de la Sala Tasso, donde pinta la Jerusalén liberada; y de las once composiciones, las más grandes y notables, ocupando toda una pared, es el Encuentro entre Godofredo de Bouillón y Pedro el Ermitaño. Estos frescos tardaron diez años en acabarse. Al final, el pintor, cansado, delegó la terminación de la obra en su amigo Joseph von Führich. Resultan, al final, muy desiguales en cuanto a su calidad. 
El tiempo libre que logró con esto lo dedicó enteramente a un tema que le resultaba muy atractivo, la Visión de San Francisco, un fresco en la pared exterior de la Capilla de la Porciúncula en la Basílica de Santa María de los Ángeles cerca de Asís; acabado en 1830.

### Carrera posterior
Para 1830, el resto de los pintores alemanes habían regresado a su país, aceptando diversos cargos. Con la partida de Schnorr hacia Múnich y de Führlich a Praga, Overbeck quedó como el único nazareno en Roma. Rechazó las diversas ofertas que le llegaron, tanto del rey de Baviera Luis I, como de instituciones de Düsseldorf y Fráncfort. 
Overbeck conservó durante toda su vida el ideal conservador de sus primeros años, incluso cuando las pinturas religiosas de los nazarenos habían sido ya superadas por el postromanticismo y el realismo. Permaneció en Roma hasta el final de su vida, pintando principalmente óleos de carácter religioso. 
En 1842 suscribió el manifiesto oficial del purismo italiano: Dell purismo nelle arti (Del purismo en las artes), redactado por Bianchini. Una visita particular que le hizo el papa Pío IX evidenciaba el aprecio que se le tenía en los círculos religiosos romanos.
Murió en Roma en 1869. Se encuentra enterrado en la iglesia de San Bernardo alle Terme. Su epitafio fue realizado por su yerno, el escultor romano Carl Hoffmann (1816-1872).

## Obra

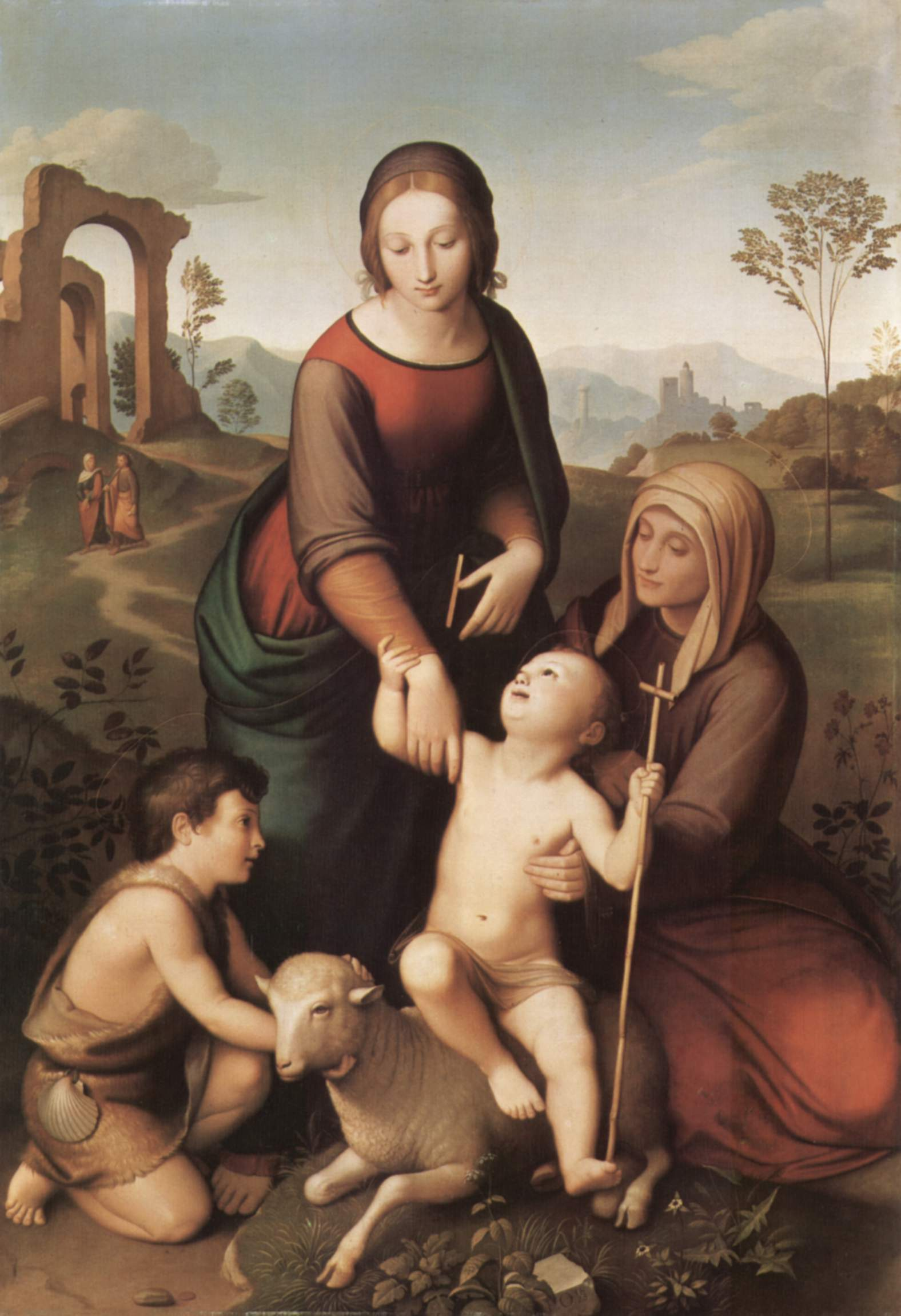
María e Isabel con Jesús y Bautista niños, óleo, 1825, Neue Pinakothek, Múnich.

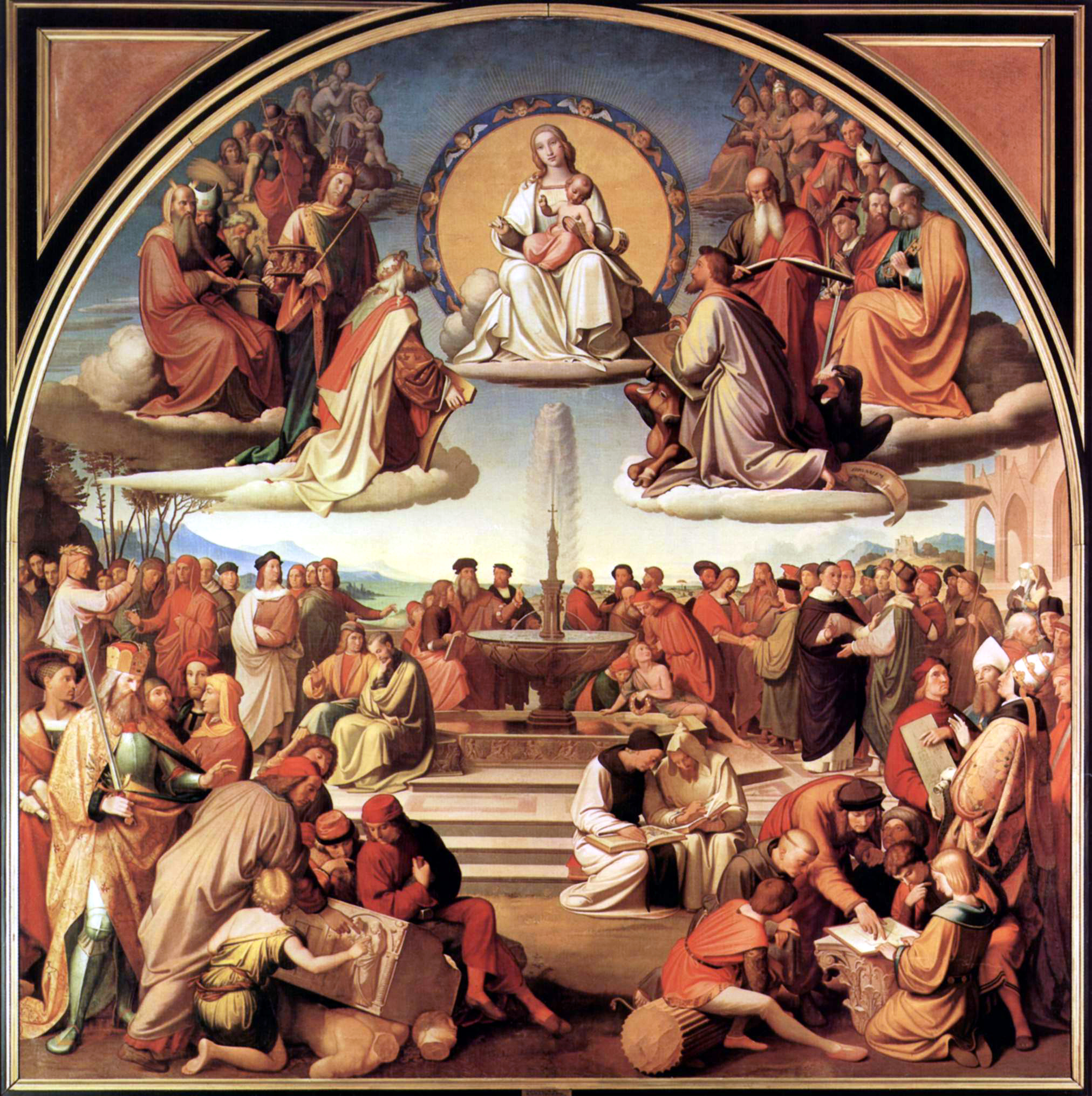
Triunfo de la Religión en las Artes (1840).

Overbeck es un pintor muy representativo de la ideología de la Hermandad de San Lucas. Se dedica principalmente a los cuadros religiosos, pues su intención era renovar el género. Todas sus obras están marcadas por el fervor religioso, estudio cuidadoso y una ejecución seca, severa, de colores poco intensos.
Junto con sus compañeros, recuperaron técnicas antiguas como los frescos, ya señalados, la pintura sobre tabla y abundantes esbozos y dibujos. De su obra cabe citar:
- Retrato del pintor Franz Pforr (1810), Antigua Galería Nacional de Berlín, Berlín. Esta pintura encuadra a la manera gótica y describe el ideal nazareno de un pintor artesano. Al tiempo, expresa un complejo programa iconográfico. Se notan en la obra las diversas influencias del autor: tanto la pintura germánica sobre tabla de la Baja Edad Media como la italiana quattrocentista, tanto de un pintor como Alberto Durero como Rafael Sanzio.
- Entrada de Jesús en Jerusalén (1824), en la Iglesia de Santa María de Lübeck. Esta obra resultó destruida por un bombardeo aliado el Domingo de Ramos de 1942.
- Agonía de Cristo en el Jardín (1835), en el gran hospital de Hamburgo.
- Lo Sposalizio (1834-1836), Muzeum Narodowe, Poznań (Polonia)
- Triunfo de la Religión en las Artes (1830 - 1840), en el Instituto Städel, Fráncfort del Meno; esbozo en Centro de Artes de Hamburgo.
- Lamento de Cristo (1846), en la Iglesia de Santa María de Lübeck.
- La incredulidad de Santo Tomás (1851), primero propiedad del Sr. Beresford Hope, Londres, ahora en la Colección Schäfer, Schweinfurt, Alemania.
- Evangelios (1852), cuarenta dibujos.
- Via Crucis (1857), catorce acuarelas.
- La Asunción de la Virgen (1855-1857), en la Catedral de Colonia.
- Cristo entregado a los Judíos (1858), témpera. Originariamente en un techo del Palacio del Quirinal, encargo del papa Pío IX, su simbolismo se entendió como un ataque directo al gobierno temporal de Italia. Más tarde la obra quedó cubierta por un motivo de Cupidos, y ahora cuelga en frente del Aula delle benedizioni en el Vaticano.
- Los Siete sacramentos (1861), siete cartones o esbozos para la catedral de Orvieto.
- El bautizo (1862-64), Neue Pinakothek, Múnich.

### Italia y Germania

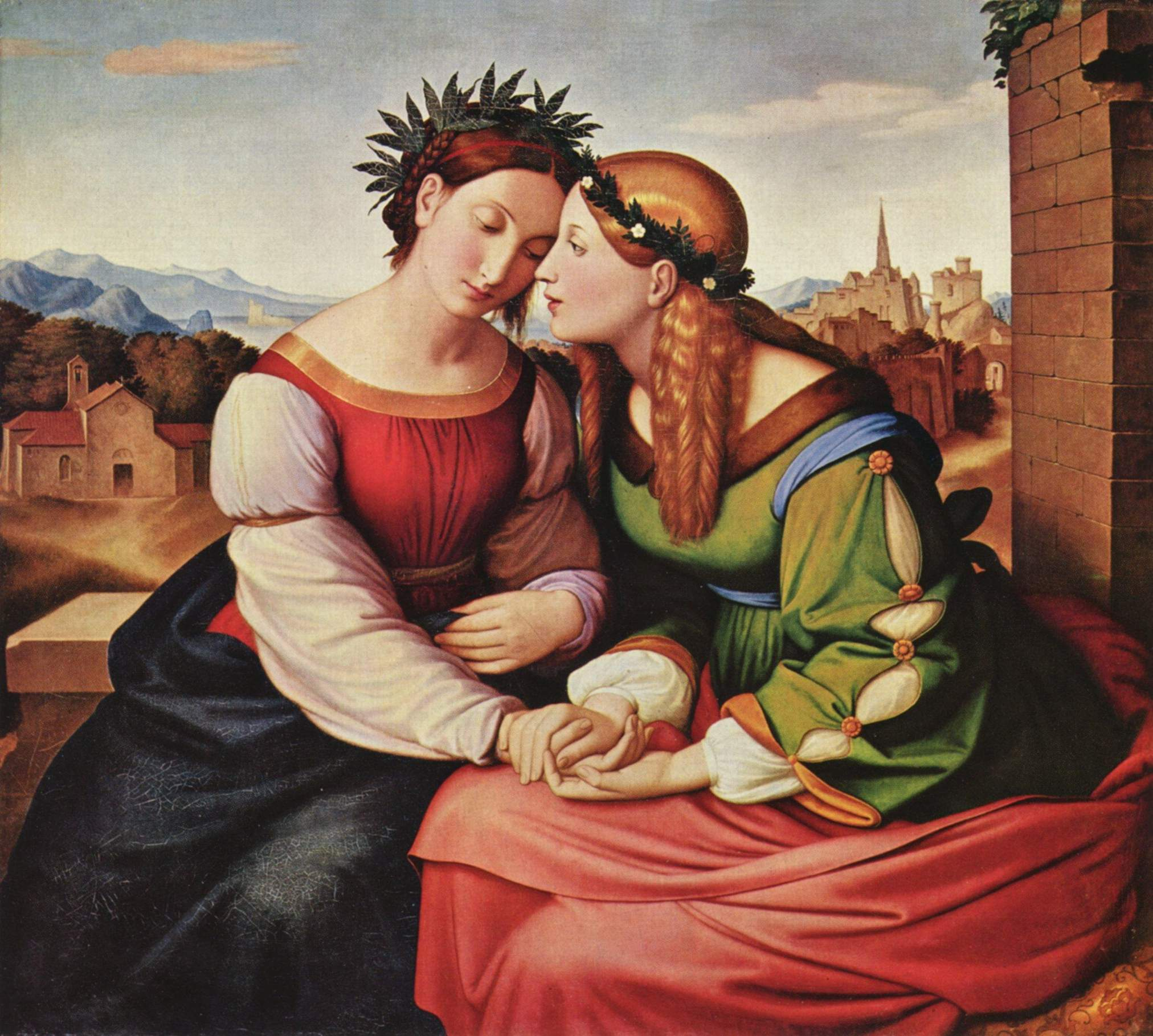
Italia y Germania (Sulamita y María), 1811-1828, Neue Pinakothek, de Múnich.

Mención especial merece la que posiblemente sea su obra más conocida: Italia und Germania ('Italia y Germania'). De esta obra hay dos versiones; la más conocida es la que se conserva en la Neue Pinakothek de Múnich. Se trata de un óleo datado en 1828, adquirido en 1832 por el rey Luis I de Baviera.
La pintura Italia y Germania, en origen, se concibió con el título de Sulamith und Maria ('Sulamita y María'), y pretendía ser un regalo para su amigo Franz Pforr. Ambos pintaron el mismo tema: las dos novias cristianas por excelencia: Sulamita, la esposa del Cantar de los Cantares, y María. Representaban las esposas imaginarias de ambos artistas. Franz Pforr pintó Sulamita y María (1811) en forma de díptico. Las dos figuras femeninas estaban separadas. Este óleo se conserva en la Colección Georg Schäfer en Schweinfurt. En cambio, Overbeck las pintó juntas, cogiéndose las manos amistosamente. 
Después de la muerte de Pforr en 1812, Overbeck abandonó la composición de la pintura, volviendo a ella años más tarde. Para entonces, la pintura se apartaba ya del sentido de regalo privado entre los dos jóvenes pintores, y Overbeck le dio un nuevo contenido. Ahora se trataba de una alegoría de las dos naciones: Italia y Alemania, el Sur y el Norte.
La composición tiene forma triangular, lo que recuerda a Rafael.
La pintura representa a dos chicas jóvenes, una rubia y otra morena. Están vueltas la una hacia la otra y se cogen las manos en señal de amistad. De esta manera, se subrayaban los ideales artísticos de los nazarenos, aunando el Quattrocento italiano con la Baja Edad Media germana. A la izquierda está la esposa ideal de Overbeck, Sulamita, una italiana de cabellos oscuros, con una corona de laurel en la cabeza y vestida a la moda del Renacimiento. A la derecha, María es la esposa ideal de Pforr, una alemana de trenzas rubias y una diadema de mirto, vestida al estilo medieval.
Al fondo, el amplio paisaje y el limpio cielo azul recuerdan a la pintura italiana del siglo XV. El paisaje, no obstante, es distinto a un lado y a otro del cuadro. Detrás de Sulamita, el paisaje es típicamente italiano, con una capilla en medio del campo; detrás de María, se ven las agujas góticas de una ciudad alemana amurallada.
De esta manera alegórica, pretendía Overbeck expresar la unión de sus dos fuentes de inspiración.

## Valoración
Junto a Peter von Cornelius, Overbeck es uno de los más importantes representantes del intento de renovación de la pintura alemana alentado por espíritu religioso en el siglo XIX. La obra de Overbeck y su papel como guía del grupo de los nazarenos se ha incrementado en las últimas décadas, en particular después de una serie de publicaciones y exposiciones celebradas en Fráncfort del Meno en 1977, Roma en 1981, Múnich en 1984 y Lübeck en 1989. Su obra es uno de los principales atractivos del Museo Behnhaus de Lübeck.
Además de su labor como pintor, Overbeck era un escritor infatigable: escribió poesías, ensayos y muchas cartas. 

## Distinciones
- 1831 Miembro honorario de la Academia de San Lucas en Roma
- 1836 Miembro de la Academia de Viena
- 1839 Medalla bávara de San Miguel
- 1844 Miembro de la Academia de Florencia
- 1845 Miembro de la Academia de Berlín
- 1863 Miembro de la Academia de Bellas Artes de Amberes.